# Blue Swords (häst)
Blue Swords, född 1940 i Kentucky, död okänt år, var ett engelskt fullblod, mest känd för att ha kommit på andra plats i 1943 års upplaga av Kentucky Derby, efter Count Fleet.

## Bakgrund
Blue Swords var en brun hingst efter Blue Larkspur och under Flaming Swords (efter Man o' War). Han föddes upp av Samuel D. Riddle och ägdes av Allen T. Simmons. Han tränades av Walter A. Kelley.
Blue Swords började tävla som tvååring, och sprang in totalt 58 065 dollar på 22 starter, varav 5 segrar, 5 andraplatser och 2 tredjeplatser. Han tog karriärens största segrar i Eastern Shore Handicap (1942), Remsen Handicap (1942) och Ardsley Handicap (1942). Han kom även på andra plats i Kentucky Derby (1943).
Den 1 maj 1943, inför 60 000 åskådare, slutade Blue Swords tre längder efter Count Fleet i Kentucky Derby. Count Fleets största rival, Slide Rule, var nio längder efter i mål.
Som avelshingst blev han far till Blue Man som bland annat segrade i Preakness Stakes (1952).